# Johann Rudolph Ahle
Johann Rudolph Ahle (n. 24 decembrie 1625 Mühlhausen, Turingia – d. 9 iulie 1673 Mühlhausen) a fost un compozitor, organist și poet german.

## Biografie
- de Arrey von Dommer: Ahle, Johann Rudolph, articol din: Allgemeine Deutsche Biographie (ADB). Volumul 1, Leipzig, 1875, p. 159–160.